# Exobasidium jamaicense
Exobasidium jamaicense ist eine Pilzart der Familie der Nacktbasidienverwandten (Exobasidiaceae) aus der Ordnung Ustilaginomycotina. Sie lebt als Endoparasit auf Lyonia jamaicensis. Symptome des Befalls durch den Pilz sind rötliche Pflanzengallen auf den Blättern der Wirtspflanzen. Die Art ist auf Jamaika endemisch.

## Merkmale

### Makroskopische Merkmale
Exobasidium jamaicense ist mit bloßem Auge zunächst nicht zu erkennen. Symptome des Befalls um 30 bis 50 % vergrößerte, rot gefärbte Blätter befallener Pflanzen und auf den Blattunterseiten hervortretendes Myzel.

### Mikroskopische Merkmale
Das Myzel von Exobasidium jamaicense wächst wie bei allen Nacktbasidien interzellulär und bildet Saugfäden, die in das Speichergewebe des Wirtes wachsen. Der Pilz besitzt eine monomitische Hyphenstruktur aus rein generativen Hyphen von 1,8 bis 2,1 µm Dicke. Die viersporigen, 20–30 × 4,7–6 µm großen Basidien sind unseptiert und zylindrisch bis keulenförmig. Sie wachsen direkt aus der Wirtsepidermis oder aus Spaltöffnungen. Die elliptischen Sporen sind hyalin, 14–15 × 3–3,5 µm groß. Konidien wurden bislang nicht beobachtet.

## Verbreitung
Das bekannte Verbreitungsgebiet von Exobasidum jamaicense umfasst den Südwesten Jamaikas.

## Ökologie
Die Wirtspflanze von Exobasidium jamaicense ist Lyonia jamaicensis. Der Pilz ernährt sich von den im Speichergewebe der Pflanzen vorhandenen Nährstoffen, seine Basidien brechen später durch die Blattoberfläche und setzen Sporen frei. Diese keimen, nachdem sie auf geeignetes Substrat gefallen sind, in Keimschläuche, aus denen sich dann neues Myzel entwickelt.